# Рорі Кіннір
Рорі Кіннір (англ.  Rory Kinnear) — британський актор театру, кіно і телебачення.

## Біографія
Рорі Кіннір народився 17 лютого 1978 року в Лондоні. Навчався в школах Tower House School і St paul's School; вихованець Балліол-коледжу, випускник Лондонської академії музичного і драматичного мистецтва. З 2001 року знімається в кіно, з 2002 року професійно грає в театрі, в основному в постановках за Шекспіром. Член Royal Shakespeare Company, лауреат Премії Лоуренса Олів'є в номінації «Краще виконання ролі другого плану» (2008) та «за кращу чоловічу роль в театральній постановці» (2014), лауреат Evening Standard Award в номінації «Кращий актор» (2010).

### Родина
- Батько — Рой Кіннір (1934-1988) — актор театру, кіно і телебачення.
- Мати — Кармел Крайан[en] (нар. 1949) — актриса телебачення.
- Старші сестри — Крісті (працює директором з підбору акторів) та Карина (нар. 1968; паралізована[6]).
- Дід по батьківській лінії — Рой Кіннір[en] (1904-1942) — регбіст.
- Хрещений батько — Майкл Вільямс[en] (1935-2001) — актор театру, кіно і телебачення.

## Фільмографія

### Фільми
| Рік  | Назва                                | Роль             |
| ---- | ------------------------------------ | ---------------- |
| 2004 | Judas                                | Ендрю            |
| 2008 | Квант милосердя                      | Білл Таннер      |
| 2009 | Wish 143                             | Wisham           |
| 2010 | Перші люди на Місяці                 | Julius Bedford   |
| 2012 | Скайфолл                             | Білл Таннер      |
| 2012 | Зламані                              | Боб Освальд      |
| 2014 | Cuban Fury                           | Гарі             |
| 2014 | Гра в імітацію                       | Детектив Нок     |
| 2015 | Крадене побачення                    | Шон              |
| 2015 | Спектр                               | Білл Таннер      |
| 2016 | Провини наші                         | Лаведж           |
| 2016 | The Roof                             | Yet Another Fan  |
| 2017 | iBoy                                 | Ellman           |
| 2018 | Peterloo                             | Henry Hunt       |
| 2021 | 007: Не час помирати                 | Білл Таннер      |
| 2022 | Чоловічий рід                        | Джефрі           |
| 2023 | Банк Дейва                           | Дейв             |
| 2024 | Міністерство неджентльменської війни | Вінстон Черчилль |

### Серіали
| Рік  | Назва                                   | Роль          | Примітка                 |
| ---- | --------------------------------------- | ------------- | ------------------------ |
| 2011 | Чорне дзеркало                          | Ендрю         | Епізод: "Державний гімн" |
| 2013 | Сауткліфф                               | Девід Вайтхед | 4 епізоди                |
| 2013 | Володар перснів: Персні влади (2 сезон) | Том Бомбадил  |                          |